# 正嘉本源氏物語系図
正嘉本源氏物語系図（しょうかほんげんじものがたりけいず）は、古系図に分類される源氏物語系図の一つ。鎌倉時代中期になる正嘉2年（1258年）夏の書写とする奥書を持つために「正嘉本」の名称で呼ばれている。

## 概要
この正嘉本源氏物語古系図は、奥書によると、それ以前にすでに存在していた数十本にも及ぶ複数の古系図を校合して作成されたものである。池田亀鑑は、この正嘉本源氏物語古系図を「混合本系統」の代表的な源氏物語古系図であるとして、九条家本、為氏本とともに代表的な源氏物語古系図の一つとして『源氏物語大成 巻7 研究資料編』（普及版では資料篇）に翻刻を収録している。

## 伝本
現在確認されている正嘉本源氏物語古系図の伝本としては、以下の二つの写本が存在が確認されている。いずれも巻子一軸の形態を持つ源氏物語系図である。両写本ともに多少の欠落部分が存在するが、欠落部分が異なっているために互いを補って大部分を復元できる。もともと伝本の数そのものが少ない上に伝本間の異同が激しい源氏物語古系図において、このように近い系統の伝本が複数現存していることは比較的珍しいことである。
- 天理大学天理図書館所蔵本
三井鉱山専務であった七海兵吉の旧蔵であり・のちに行方不明になったとされる[2]が、現在は天理大学天理図書館の所蔵となっている[3]。本写本が奥書通りの経緯によって成立した正嘉本の祖本であると考えられている。
- 東海大学桃園文庫蔵本
池田亀鑑旧蔵本。翻刻が源氏物語大成に収録されているため「大成所収正嘉本」とも呼ばれている[4]。現在は東海大学桃園文庫の所蔵[5]。本写本は天理図書館蔵本を室町時代になってから書写した転写本であると考えられている。

## 内容

### 全体の構成
本「正嘉本源氏物語古系図」は以下のような部分から構成されている。この構成は多くの源氏物語古系図と同様のものである。
- 前付（巻名目録・天理図書館蔵本では欠落している。）
- 系譜部分
- 不入（不知譜糸入・詠歌無名人・無名人）
- 奥書

なお、「後付」は存在しない。

### 題号
現状では天理図書館所蔵本、東海大学桃園文庫蔵本とも内題・外題とも存在しない。元から無かったのか、それとも元々は存在したのだが失われてしまったのかは不明である。

### 巻名目録
東海大学桃園文庫蔵本には冒頭に以下のような巻名目録が添付されている。
- 一桐壺　二帚木　空蝉 夕顔　三若紫　末摘花
四紅葉賀　五花宴　六葵
七榊　八花散里　九須磨
十明石　十一澪標　蓬生 関屋　十二絵合
十三松風　十四薄雲　十五朝顔
十六乙女　十七玉鬘　初音　胡蝶　蛍　常夏　篝火　野分　行幸　藤袴　真木柱
十八梅枝　十九藤裏葉　二十若菜上下
二十一柏木　二十二横笛 - 鈴虫　二十三夕霧
二十四御法　二十五幻　二十六雲隠
二十七兵部卿宮　紅梅 竹河
　　　　　宇治
橋姫　椎本　総角
早蕨　宿木　東屋
浮舟　蜻蛉　手習
夢浮橋

この巻名目録は以下のような特徴を持っている。
- 本の巻にのみ巻序の数字を付しており、並びの巻はそれぞれの本の巻の下に小さい文字で附記している。
- 宇治十帖には巻序の番号が書かれておらず、宇治十帖全体を「宇治」と記した上で橋姫から夢浮橋までの巻名を序数を記さずに列挙しているという、宇治十帖がかなり独立性の強い記述形態になっている。

### 系譜部分
本「正嘉本源氏物語古系図」の系譜部分は太上天皇（桐壺帝）で始まり右近中将（常陸介の婿）までで終わっており、父系に基づいて31系統に分かれて記述されている。
人物の表記について、青表紙本と河内本とで表記が異なる人物については、源氏物語古系図では河内本に見られる表記に一致していることが多い。これは古系図の原形である九条家本が青表紙本や河内本が形成されるより以前に作成されたものであり、その元となった現在では古伝本系別本に分類されることになる源氏物語の本文が現在の河内本に近いものであったためであろうと考えられている。そのような中で、絵合巻において絵合に参加している青表紙本系統の本文では「大弐の内侍のすけ」・河内本系統の本文では「大江の内侍のすけ」と表記されている人物について、この正嘉本古系図では「大弐典侍」という青表紙本系統の本文に沿ったと見られる表記が採られているという古系図の中では珍しい状況が存在する。このような青表紙本に近親性を示す本文状況と、本書の奥書において数十に及ぶとする校合の対象となった諸伝本の中で「嵯峨禅尼（＝俊成卿女）本」・「京極中納言（＝藤原定家）家本」・「定家卿が献上した貴所御本」といった御子左家の関係する三つの伝本のみを特記している事実は、本古系図を作成した人物の立場などと何らかの係わりがあるのではないかと考えられている。

#### 記載されている人物の数
東海大学蔵本の現存する系譜部分に収録されている人物の数は202人であり、天理図書館蔵本と欠損部分を相互に補うと210人になり、両方に欠損している部分もあると考えられることから元々の系譜部分全体の人数は210人から214人であったと考えられている。この系譜部分に収録されている人物の数を以下のように様々な古系図について調べ、人数順に並べてみると、最も原初的な形態を保つっているとされる九条家本古系図はもちろん、池田亀鑑が増補本系統の代表的伝本であると位置づけた為氏本古系図と比べてもかなり多い人数を含んでおり、この正嘉本より含まれている人数の多い古系図は学習院大学蔵本と伝後光厳院筆本くらいしかない。
- 九条家本古系図 117人（但し欠損部分を近い系統の古系図で補うと133人から134人であると考えられる）
- 秋香台本古系図 133人
- 帝塚山短期大学蔵本古系図 133人
- 吉川本古系図 137人
- 伝為定本古系図 141人
- 国文研本古系図 163人
- 日本大学蔵本古系図 174人
- 伝為氏本古系図 177人
- 東京大学蔵本古系図 178人
- 伝清水谷実秋筆本古系図 179人（B本・C本、専修寺秋香台文庫蔵）
- 安養尼本古系図 189人
- 天文本古系図 187人
- 源氏物語巨細 189人（伝姉小路基綱筆・桃園文庫旧蔵・現天理大学図書館蔵）
- 鶴見大学本古系図 189人
- 神宮文庫蔵本古系図 191人
- 正嘉本古系図 210人から214人（但し東海大学蔵本の現存部分のみだと202人）
- 学習院大学蔵本古系図 215人
- 伝後光厳院筆本古系図 235人

これを多くの源氏物語古系図を調査した常磐井和子が唱えた「系図に収録されている系譜部分の人数が少ないほど古く原型に近いものである」とする法則を本写本の系図に当てはめるとかなり増補された形態に属すると位置づけることが出来るものである。またさらに本古系図独自の増補部分の中には「流布本に無し」との文言を付けながらも現行の54帖には含まれない巣守三位他の巣守巻の登場人物についての言及が含まれているという特徴がある。

#### 異本との校合など
奥書によれば、本古系図は数十巻の系図との校合を行ったとされるが、本文中に異本との校合を記した場所は以下のように巣守巻の登場人物についての言及など数カ所にとどまっている。
今上帝の子について、現行の源氏物語の本文による限り同一人物である四宮と常陸宮を別々の人物として列挙する現存本でいえば伝為氏本古系図・伝清水谷実秋筆本古系図・日本大学蔵本古系図・学習院大学蔵本古系図・神宮文庫蔵本古系図や源氏物語巨細のような系図があることに触れ、「異本では四宮と常陸宮を別人として扱うが誤りではないか」と批判している。
冷泉帝が桐壺帝の子として何番目に記述されているかということについて、公式には橋姫巻において冷泉帝が桐壺帝の第十皇子であるとされている（実際には光源氏の子である）ことなどから、多くの古系図では桐壺帝の子としては朱雀帝・光源氏・蛍兵部卿宮・宇治八の宮（同人はこの名の示す通り第八皇子である）といった人物よりも後の桐壺帝の子としては最後尾に置かれながら「即位した人物なのだからもっと前の場所に記述するべきではないか」といった主張を述べている。
本故系図に於いて最も著名な異文注記である「源三位・頭中将・巣守三位・中君」という四人の巣守関連の人物記述について、冒頭の源三位の人物注記において「以下四人流布本無し」と注記した上で以下のように記している。
- 源三位　以下四人流布本無し
父宮の御つたへにて琵琶めてたくひき給ふもとの上にをくれて後よのありさまともしくしてすくし給ふいまの上はもとの上はらからなり故輔中納言のもとの上
- 頭中将　母藤中納言女
もとは兵衛佐あねのすもりの三位に匂兵部卿かよひ給ふつたえ人にてことにいとをしくしてすくし給ふいまの上はもとの上のはらからなり故輔中納言のもとの上
- 巣守三位　母同
一品宮にまいり給て御琵琶の賞に三位になる兵部卿宮のかよひ給ひければはなやかなる御心をけさましく思てかをる大将ののあさからすきこえけれは心うつりにけりさて若君一人うむ其後みやあやにくなる心くせの人めもあやしかりけれは朱雀院の四君のすみ給ふ大うちやまにかくれまいるみめうつくしくてひわめてたくひきし人なり
- 中君　一品宮の女房

なお、この記述の「流布本」については、
- 「源氏物語古系図の流布本」[12]。
- 「源氏物語本文そのものの流布本」[13]

の二つの立場が存在する。
現行の源氏物語の本文には、夕霧の最終官位について、右大臣であった夕霧が竹河巻において昇進して左大臣になったとの記述があるにもかかわらず、それ以後の巻においてその後降格するという記述も無しに昇進以前のままの右大臣という官位が記述されているという古くから矛盾ではないかと指摘されている個所があり、近年では竹河巻の後記挿入説や別作者説の根拠ともされている。これについて多くの古系図が夕霧の注釈に「薫中将の巻に右大臣、竹河の巻に左大臣とあり」（薫中将の巻とは匂宮巻のことを指す）と記述する中で、この「正嘉本古系図」だけが通常の記述に加えて「蜻蛉の巻に左大臣とあり」なる他の古系図に見られない記述を行っており、この記述も古系図相互の校合の結果ではなくいずれかの源氏物語本文との校合の結果である可能性がある。
常磐井和子は、このような校合の姿勢や校合の対象とした諸系図を「所々の証本」・「家々の証本」などと呼んでいることなどを考え合わせて、この正嘉本古系図が多くの源氏物語系図の校合を行った目的は、伝本によって大小異なるさまざまな異伝を収集するというよりも、あくまで正しい姿を求めるという「保守的な立場にあったのではないか」としている。

### 不入
系譜の明かでない人物を列挙した部分である。多くの古系図に存在するものの、写本によってさまざまな名称が付されているが、この正嘉本では「不知譜糸入」とされている。本系図のこの部分には250名余りの人物が掲載されている、この人数は多くの古系図の中で天理大学図書館蔵「源氏物語巨細」と並ぶほぼ最大のものであり、このような人数を持つことはこの本正嘉本古系図がかなり増補された形態であることを示すものだと考えられる。ここに掲載される人物は男・僧・女・尼の区分に分けられて、それぞれの区分の中で登場巻順で掲載されている。

### 無名人
名前は不明だが詠歌のある人物を列挙した部分である。この正嘉本では「無名人」と題されているが、「無名輩有和歌人」（三条西家本）、「名はなくて歌斗おる人々の事」（秋香台本）、「比外有歌無名輩才」（為氏本）、「うたよみて名なき女はう」（巨細）、「有歌無名輩」（神宮文庫本）などさまざまな名称のものが存在する。「無名人　書写本皆書之　但詠歌人許抽注之」と記した後に男1名、女13名（但し4名は一括して）と列挙している。

### 奥書
本古系図には、源氏物語古系図としては珍しく成立の経緯を記した以下のような長文の奥書が末尾に附されている。
- 「書写本称
此本以六条三品禅門自筆本写之即以嵯峨禅尼俊成卿女本秘本校之　重以或卿相本京極中納言家本此校之其後所々証本大体数十巻見合之　加遺漏直訛謬剰一部彼覧之次潤色旁足秘蔵努勿許外見和歌作者朱合点了
正嘉二年夏以右証本終書功此後猶以家々証本更遂度々比校取捨潤色　斯内或貴所御本京極黄門禅定所進不慮申出同冬比重見合之件御本雖略本　有被注付之首以所々相違文字之誤姜閑直付之乙旁足指南莫出　困外被譜系之人上付朱点被御本被注之人給也
校合御本奥書
家々の本さま／＼に候これを秘本とすべしと存知候
あなかしこ御帳のほかへいたされ候ましく候　在判」

この奥書によれば、本古系図は二段階の過程を経て成立したものとされる。
この正嘉本源氏物語系図の祖本は「六条三品禅門（＝雅成親王）」の自筆本源氏物語系図である。この雅成親王（正治2年9月11日（1200年10月20日） - 建長7年2月10日（1255年3月19日））は鎌倉時代初期の皇族である。後鳥羽天皇の皇子であり、父の後鳥羽天皇が起こした承久の乱に係わったとして流罪になるなど波乱の生涯を送った人物であるが、歌人としても優れた業績を残し、新三十六歌仙の一人に選ばれた人物である。
次にこの雅成親王自筆本を元に「嵯峨禅尼（＝俊成卿女）本」・「京極中納言（＝藤原定家）家本」及びその他「所々の証本数十巻」を校合した本（第一次校合本）が作成された。
その後正嘉二年（1258年）夏になって上記の「第一次校合本」を元に「定家卿が献上した貴所御本」その他の「家々の証本」を校合して「第二次校合本」すなわちこの正嘉本が作成された。

## 正嘉本系統
池田亀鑑はこの正嘉本古系図と、正嘉本に近い内容を持つ古系図の諸本を総称して「正嘉本系統」と命名し、後光厳天皇本（前田家蔵）などがこれに含まれるとした。これに対し常磐井和子は、池田が代表的な正嘉本系統であるとした後光厳天皇本は系譜部分に飛び抜けて多くの人物が記載された大量の増補を含む伝本であり、正嘉本の影響を受けたと見られる点も存在するものの、古系図全体の祖本と見られる九条家本古系図に近い正嘉本の影響を受けていない部分も見られるため、この後光厳天皇本は単純に正嘉本の影響を受けて成立したとはいえないとしている。

## 翻刻本
- 池田亀鑑編著「源氏古系図　正嘉本」『源氏物語大成 巻7 研究資料篇』中央公論社、1956年（昭和31年）11月。 ISBN 4-12400-447-8
- 池田亀鑑編著「源氏古系図　正嘉本」『源氏物語大成 第十三冊 資料篇』中央公論社、1985年（昭和60年）10月、pp. 217-248。 ISBN 4-1240-2483-5
現東海大学桃園文庫蔵本の翻刻